# جنگ سگ ولگرد
جنگ سگ ولگرد (به انگلیسی: War of the Stray Dog) یا حادثه در پتریج (انگلیسی: Incident at Petrich) بحرانی بین یونان و بلغارستان بود که در آن پس از کشته شدن یک فرمانده یونانی به دست سربازان بلغار، پادشاهی بلغارستان مورد هجوم کوتاه‌مدت یونان قرار گرفت. این واقعه با حکمیت جامعه ملل به پایان رسید.

## واقعه
پس از واقعه‌ای بین مرزبانان یونان و بلغارستان در اکتبر ۱۹۲۵، درگیری نظامی بین دو کشور آغاز شد.
بنا بر روایتی، مرزبان یونانی به‌دنبال سگش که به داخل مرز بلغارستان رفته بود وارد خاک بلغارستان شد و هدف گلوله‌های مرزبانان بلغار قرار گرفت، و از ین رو این جنگ به نام جنگ سگ ولگرد شناخته می‌شود.
سه روز بعد، نیروهای یونانی به پادشاهی بلغارستان حمله کردند. دولت بلغارستان به توان جامعهٔ ملل برای حکمیت در این مورد اطمینان کرد و به نیروهایش دستور داد که در برابر یونانی‌ها خویشتن‌داری کنند و بین ده هزار تا پانزده هزار نفر را از مناطق مرزی تخلیه کرد.

## مداخلهٔ بین‌المللی
جامعه اقدام یونان در حمله به بلغارستان را محکوم کرد و از یونان خواست که نیروهایش را از خاک بلغارستان خارج کند و ۴۵٬۰۰۰ پوند به بلغارستان غرامت بپردازد.
یونان تصمیم جامعه را پذیرفت، ولی به استاندارد دوگانهٔ جامعه در قبال یونان و ایتالیا در بحران کورفو اعتراض کرد.